# Silene antri-jovis
Silene antri-jovis är en nejlikväxtart som beskrevs av W. Greuter och Burdet. Silene antri-jovis ingår i släktet glimmar, och familjen nejlikväxter. Inga underarter finns listade i Catalogue of Life.